# Александар Јерков
Александар Јерков (Београд, 1960) је српски универзитетски професор, теоретичар и историчар књижевности, првенствено српске. Редовни је професор Филолошког факултета Универзитета у Београду. Такође је и управник Универзитетске библиотеке „Светозар Марковић” у Београду.

## Биографија
Рођен је 1960. године у Београду, где је завршио основну школу, гимназију и Филолошки факултет. Дипломирао је на Групи за југословенске књижевности са општом књижевношћу Филолошког факултета у Београду. Магистрирао је на Групи за науку о књижевности тезом Улога приповедачке самосвести у обликовању фикционалног света књижевног дела у српској прози од 1965. до 1980. године, а докторирао је на истом факултету одбранивши тезу Особености приповедачког поступка у романима Иве Андрића, Владана Деснице, Меше Селимовића, Милоша Црњанског и Данила Киша (видови иманентне поетике). Као асистент-приправник радио је од 1984. године, затим као асистент, доцент и од 2010. као ванредни професор за Српску књижевност XX века.
У два узастопна мандата (2002—2006) Александар Јерков био је продекан за науку и међународну сарадњу Филолошког факултета, а обављао је и друге дужности (био је члан Савета, руководио је Комисијом за израду Статута и дисциплинском комисијом и сл). Професор Јерков је активно учествовао у животу и раду Факултета и давао му свој допринос у свим стручним и организационим питањима, у развоју наставе и односа са студентима и студентским телима.
На Филолошком факултету предавао је Српску књижевност XX века, Увод у тумачење књижевног дела и изборне курсеве везане за те области, а курсеве из теорије културе, савремене херменеутике и теорије књижевности водио је на постдипломским и докторским програмима Академске алтернативне образовне мреже, Филозофског факултета у Новом Саду и Филолошко-уметничког факултета у Крагујевцу. Српску књижевност предавао је на славистичким катедрама у Америци (Универзитет Мичиген у Ен Арбору) и Немачкој (Универзитет Еберхард Карл у Тибингену), те на Филозофском факултету у Загребу, док је на више славистичких катедара у Европи (Немачка, Француска, Италија, Пољска, Украјина, Мађарска, Грчка и земље региона) и у Америци држао предавања по позиву.
Александар Јерков био је на дужим студијским боравцима у Енглеској, Немачкој, Француској и у САД. Био је стипендиста Фулбрајтове фондације и ДААД фондације, а као стипендиста Дартмут колеџа учествовао је у раду Школе критике и теорије, програму постдокторских студија којим је руководио Џефри Хартман. На овом програму завршио је специјализацију из филозофије дискурса (Визуелни дискурс од Декарта до Лакана) код Мартина Џеја, професора, и теорије књижевности (Етика читања) код Џозефа Хилиса Милера, професора.
Александар Јерков је учествовао у раду више истраживачких пројеката које финансира Министарство просвете, науке и технолошког развоја Републике Србије, а сада је укључен у пројекте „Смена поетичких парадигми у српској књижевности 20. века: национални и европски контекст“ (пројекат број 178016) којим руководи проф. др Јован Делић и у међународни пројекат проучавања постмодернизма у Европи под руководством професора Филипа Дероса (Сорбона 3), те у нови пројекат Заједнице универзитета Париза посвећен компаративном истраживању поетике. Проф. др Александар Јерков руководи српском страном пројекта проучавања савремене српске и македонске књижевности при САНУ. Савет Универзитета у Београду изабрао га је 2013. године за управника Универзитетске библиотеке у складу са статутом Универзитета, Филолошког факултета и Универзитетске библиотеке.
Поред академске каријере, Александар Јерков био је уредник Студента, затим главни уредник Видика, главни и одговорни уредник Издавачког предузећа „Просвета”, уредник „Платоа” и главни уредник Моно и Мањане, у којој је руководио израдом Велике енциклопедије Ларус у пет томова, а био је и члан редакције још неких часописа.
Књижевну критику пише и објављује од 1977. године, а учествује редовно на скуповима и у научним пројектима у земљи и иностранству. За студију Од модернизма до постмодерне добио је награду „Јединства” за књигу године, за Нову текстуалност награду за књигу године „Октоиха”, а за Смисао (српског) стиха: Само/оспоравање додељена му је награда за критику „Ђорђе Јовановић”. Награду „Милан Богдановић” за књижевну критику добио је 1993. године.

### Књиге
- Metod i fantazma. Kritika proze, Beograd, Književna omladina Srbije, 1982.
- Od modernizma do postmoderne. Pripovedač i poetika, priča i smrt, Priština/Gornji Milanovac, Jedinstvo/Dečje novine, 1991.
- Nova tekstualnost. Ogledi o srpskoj prozi postmodernog doba, Nikšić/ Podgorica/ Beograd, Unireks/ Prosveta/ Oktoih, 1992.
- Smisao (srpskog) stiha. Knjiga prva: de/konstitucija, Beograd/Požarevac, Institut za književnost i umetnost/Edicija Braničevo. 2010.  978-86-7315-063-5.
- Smisao (srpskog) stiha. Knjiga druga: samo/osporavanje, Institut za književnost i umetnost/Edicija Braničevo, Beograd/Požarevac. 2010.  978-86-7315-064-2.
- Смисао (књижевне) имагинације. Књига нулта: ЕВРОПА И КЊИЖЕВНА ИСТИНА. Hermeneusia, Филолошки факултет. [4]
- Смисао (књижевне) имагинације. Књига прва: ТАЈНА ЕВРОПЕ И СРПСКА КЊИЖЕВНОСТ. Апокриптика, Филолошки факултет. 2015.  978-86-6153-252-8.
- Смисао (књижевне) имагинације. Књига друга: СРБИЈА И ЕВРОПА. Геокултура, Филолошки факултет, 2015.
- Немогућа места: смисао књижевне имагинације: нононтологија, 2022.
- Истина (српске) књижевности: метасхолиа, 2023.[5]

### Студије
- „Ništa. O mrtvom Sartru. Jedna nemoguća uspomena“, u: ŽAN-POL SARTR U SVOM I NAŠEM VREMENU, uredila Jelana Novaković, Beograd,
- „Парадоксот на модернизмот и митот (демитологизација, ремитологизација и митот на формата)“, у: РЕАЛНО И ИМАГИНАРНО , приредила Јасмина Мојсијева -Гушева, Дијалог, Скопје, 2006, pp. 91 –126.
- „Nova tekstualnost“, Književnost,br. 3-4, Beograd, 2006, str. 356-379.
- „Postljubavna proza Danila Kiša“, u: NOVA ČITANJA DANILA KIŠA , Trstenik, Savremena srpska proza, zbornik br. 18, 2006, str. 103-119.
- „Poetička kontroverza između uma i ludila u prozi Dragiše Vasića“, u: ŽIVOT I DELO DRAGIŠE VASIĆA, uredio Borisav Čeliković, Gornji Milanovac, Muzej rudničko-takovnsog kraja, 2008, str. 231-245.
- „Sve o Pekiću. Ultimativno čitanje“, u: POETIKA BORISLAVA PEKIĆA, uredili Petar Pijanović i Aleksandar Jerkov, Beograd, Službeni glasnik/Institut za književnost i umetnost, 2009, str.73-88.
- „Susret sa sobom u Švabici“, u Švabica Laze Lazarevića, predgovor, Beograd, 2009, str. 12-20.
- „Intrakulturni prostor razlike od radikalnog zla do banalnosti dobra“, u: Srpski jezik, književnost, umetnost, knj.2, Južnoslovenske/evropske paradigme u srpskoj književnosti, uredio Dragan Bošković, Kragujevac, Filološko-umenički fakultet, 2009, str. 9-23.
- „Metodologija prijatelja znanja“ u: Robert Hodel, Diskurs (srpske) moderne, Beograd, Filološki fakultet/Institut za književnost i umetnost, 2009, str. 205-217.
- „Da li je suština poezije u stihu? Ispušteni oblik, fascikla i totalna poetika Stevana Raičkovića“, u: POETIKA STEVANA RAIČKOVIĆA, Beograd/Trebinje, Institut za književnost i umetnost/Učiteljski fakultet, 2010, str. 51-95.
- „Da li je suština u poeziji? Priroda i kultura, device i orgije, istorija i apokalipsa, totalitet i poezija Miodraga Pavlovića“, u: PESNIČKA I KNJIŽEVNA MISAO MIODRAGA PAVLOVIĆA, Beograd, Institut za književnost i umetnost, 2010, str. 161-217.
- „Gde prebiva celina? Poetika Stevana Raičkovića“, Književna istorija, 2010, str. 211-236.
- „Културна поетика прозе Меше Селимовића“, у: Споменица Меше Селимовића, уредник Предраг Палавестра, САНУ, Београд, (Научни скупови ; књ. 129). 2010.  978-86-7025-528-9. стр. 187 - 202..
- „Разумети пропаст. Постмодерно доба у апокалиптичкој визури“, Наслеђе, бр. 16, Крагујевац, 2010, pp. 89–98.
- „Рубна књижевност српска“, Империјални оквири књижевности и културе“ (Зборник са међународног научног скупа Српски језик, књижевност, уметност ), књ. 2, одговорни уредник Драган Бошковић, Филолошко-уметнички факултет, Крагујевац. 2010.  978-86-85991-26-4. стр. 19–26.
- „Од књижевног византинизма до сусрета са самим собом: поетика пропасти“, САВРЕМЕНА СРПСКА ПРОЗА“, Народна библиотека „Јефимија, Трстеник. 2010.  978-86-83191-39-0. стр. 91–113.
- „Поетичко изгнанство и немогуће бекство од себе“, ЕГЗИЛ(АНТИ): књижевност, култура, друштво (Зборник са научног округлог стола у оквиру Седмог међународног научног скупа Српски језик, књижевност, уметност), уредник Драган Бошковић, Филолошко -уметнички факултет, Крагујевац. 2012.  978-86-85991-48-6. стр. 9–26.
- „Ништа није немогуће, а све јесте“, Немогуће (Зборник са Седмог међународног научног скупа Српски језик, књижевност, уметност ), књ. 2, одговорни уредник Драган Бошковић, Филолошко -уметнички факултет, Крагујевац. 2013.  978-86-85991-43-1. стр. 67–79.
- „Пад Византије и диогенијска нонтологија, део први“, Византија у (српској) књижевности и култури од средњег до двадесет и првог века (Зборник са научног округлог стола у оквиру Осмог међународног научног скупа Српски језик, књижевност, уметност ), уредник Драган Бошковић, Филолошко-уметнички факултет, Крагујевац. 2013.  978-86-85991-57-8. стр. 21–35.
- „Пад Византије и српска поетика, део други“, Византија у (српској) књижевности и култури од средњег до двадесет и првог века (Зборник са научног округлог стола у оквиру Осмог међународног научног скупа Српски језик, књижевност, уметност ), уредник Драган Бошковић, Филолошко - уметнички факултет, Крагујевац. 2013.  978-86-85991-57-8. стр. 143–162.
- "Smisao Mediterana", u: ACQA ALTA. Mediteranski pejzaži u modernoj srpskoj i italijanskoj književnosti, ur. Svetlana Šeatović Dimitrijević , Maria Rita Leto, Persida Lazarević Di Đakomo, Institut za književnost i umetnost, Beograd, 2013, str. 29-40.
- "Kontravokacija mediteranskog gubitka srpske kulture i Pavićevi kulturnopoeticki palimsesti", u: ACQA ALTA. Mediteranski pejzaži u modernoj srpskoj i italijanskoj književnosti, ur. Svetlana Šeatović Dimitrijević , Maria Rita Leto, Persida Lazarević Di Đakomo, Institut za književnost i umetnost.
- Шта би српска критика била?, у: Српска књижевна критика друге половине XX века, уредник Милан Радуловић, Институт за књижевност и уметност, Београд, (Годишњак 25; Теоријска истраживања; књ. 15). 2013.  978-86-7095-195-2. стр. 413 -434..
- „Један немогући осврт на урбофилију, двадесет пропалих година касније“, у: Летопис Матице српске, год. 188, књ. 491, св. 1/2 (јан. -феб. 2013), pp. 65–86. ISSN 0025-5939
- „Цена постојања између текста и света : Тhe Bill of Life“, у: Књижевност, год. 68, бр. 1 (2013), pp. 285–296. ISSN 0023-2408.
- „Од историје дијалога и дијалошке форме до неодлучивости и акратије“, у: Књижевност и мултикултуралност, уредници Александра Вранеш, Љиљана Марковић, Филолошки факултет, Београд, 2013, pp. 15–28. (Културе у дијалогу ; књ. 2)
- „Тајна Европе и српска књижевност. О истини која се не види јер је свима пред очима“, Српски језик, књижевност и култура у процесу евроинтеграција, уредници Милош Ковачевић и Драган Бошковић, Филолошко-уметнички факултет, Крагујевац. 2014.  978-86-85991-62-2. стр. 31–65.
- „Друга тајна Европе и велика европска књижевност Срба“, Српски језик, књижевност и култура у процесу евроинтеграција, уредници Милош Ковачевић и Драган Бошковић, Филолошко -уметнички факултет, Крагујевац. 2014.  978-86-85991-62-2. стр. 67–106.
- „Европска имагинација и европеизација српске књижевности, на путу ка трећој тајни Европе у немогућој узвишености“, Српски језик, књижевност и култура у процесу евроинтеграција, уредници Милош Ковачевић и Драган Бошковић, Филолошко -уметнички факултет, Крагујевац. 2014.  978-86-85991-62-2. стр. 107–136.
- „Од себе се не да оздравити . П рилог теорији узалудног труда са освртом на Андрића и Павића“, у: Летопис Матице српске, год. 190, књ. 494, св. 1/2 (јул-авг. 2014), pp. 37–52.
- ISSN 0025-5939
- „Pavićev integralni smisao“, у: Poslednja priča, u: SABRANA DELA MILORADA PAVIĆA 1-10, Priredio i uredio Aleksandar Jerkov, Vulkan, Beograd, 2014. str. 201-214,.
- „Смисао заборава: Дединац и заборав самога себе“, у: Поезија и поетика Милана Дединца, уреднице Слађана Јаћимовић, Светлана Шеатовић Димитријевић, Институт за књижевност и уметност, Београд (Наука о књижевности. Поетичка истраживања ; књ. 17). 2014.  978-86-7095-203 неважећи . стр. 103–131.
- „Да ли се смисао (у поезији) чује “, у: Предачка мелодија Алека Вукадиновића, уредници Александар Јовановић, Светлана Шеатовић Димитријевић, Институт за књижевност и уметност/ Дучићеве вечери поезије, Београд, Требиње, (Наука о књижевности. Поетичка истраживања ; књ. 18). 2014.  978-86-7095-211-9. стр. 101 -131..
- „Is the New Paradigm in the Balkans Old Enough? An Introduction to Postpoetics, the First Step”. European Review. 23 (3). (2015), p. 386-395.
- „Šta je ostalo od samoće u savremenoj srpskoj književnosti“, DISAPPARTENENZE Figure del distacco e altre solitudini nelle letterature dell'Europa Centro-Orientale, Convegno internazionale Torino, 5-6 Marzo 2015, RICOGNIZIONI. Rivista di Lingue, letterature e Culture Moderne. Università degli Studi di Torino. ISSN 2384-8987
- “Postautonomous Literature”, Postmodernisme: origines, configurations, perspectives, Comunications, no.99, 2016 (in press) ISSN 0588-8018
- Jerkov, A., Sofronijevic, A., & Stanisic, D. K. (in press). Smart and Sustainable Library: Information Literacy Hub of a New City. In Information Literacy: Moving Toward Sustainability, Volume 552 of the Communications in Computer and Information Science series. Springer International Publishing. ISSN 1865-0929
- Sofronijevic, A., Jerkov, A., & Stanisic, D. K. (2015). A Proposal for Autonomous Scientific Publishing Agent. In Research and Advanced Technology for Digital Libraries (pp. 360–363). Springer International Publishing. ISSN 0302-9743 ISSN 1611-3349 (electronic)

### Антологије
- SАVREMENA ANGLO-AMERIČKA KNJIŽEVNA KRITIKA (izbor i uvodna studija A. Jerkov), Književna kritika, 1983/2.
- GOSPODAR PRIČA. Izbor iz mlade srpske proze (izbor i uvodna studija A. Jerkov), Republika, 1984/9.
- Antologija srpske proze postmodernog doba (izbor i uvodna studija A. Jerkov), Beograd, Srpska književna zadruga, 1992.
- Antologija beogradske priče I–II (izbor i pogovor A. Jerkov), Beograd, Vreme knjige, 1994.
- Izabrane priče Beogradske manufakture snova (izbor i predgovor A. Jerkov), Beograd, Dental, 1995.

### Зборници критичких текстова и студија
- POSTMODERNA NA TRGU, priredili Želidrag Nikčević, Aleksandar Jerkov, Gojko Božović, Podgorica, Oktoih, 1994.

### Приређена издања
- SABRANA DELA MILORADA PAVIĆA 1-10, Vulkan, Beograd, 2014. Priredio i uredio Aleksandar Jerkov (првих пет томова чине нова издања романа, других пет све приче Милорада Павића које је приредио А. Јерков)
- Beogradske priče, u: SABRANA DELA MILORADA PAVIĆA 1-10,
- Srpske priče, u: SABRANA DELA MILORADA PAVIĆA 1-10, Vulkan, Beograd, 2014. Priredio i uredio Aleksandar Jerkov
- Mediteranske priče, u: SABRANA DELA MILORADA PAVIĆA 1-10, Vulkan, Beograd, Priredio i uredio Aleksandar Jerkov. 2014.  978-86-10-01208-8.
- Mali je svet, u: SABRANA DELA MILORADA PAVIĆA 1-10, Vulkan, Beograd, Priredio i uredio Aleksandar Jerkov. 2014.  978-86-10-01209-5.
- Poslednja priča, u: SABRANA DELA MILORADA PAVIĆA 1-10, Vulkan, Beograd, Priredio i uredio Aleksandar Jerkov. 2014.  978-86-10-01209-5.

### Приређена издања и студије у њима
- „Postmoderna romansa“, u: Postmoderna na trgu, priredili Želidrag Nikčević, Aleksandar Jerkov, Gojko Božović, Podgorica, Oktoih, 1994.
- „Kulturna poetika i urbana imaginacija“, u: Milorad Pavić, Zapis na konjskom ćebetu. Nove beogradske priče (izbor i pogovor A. Jerkov), Beograd, Draganić, 1994. (2 1999). „Palimpsesti mediteranskih kultura“, u: Milorad Pavić, Mediteranske priče (izbor i pogovor A. Jerkov), Podgorica, Oktoih, 1995.
- „Poetičke promene i savremeno čitanje Milovana Đ. Glišića“ , u: Milovan Đ. Glišić, Izabrane pripovetke (izbor i pogovor A. Jerkov), Beograd, Draganić, 1995.
- „Od nove tekstualnosti do kulturne poetike“, u: Milorad Pavić, Zauvek i dan više. Pogovor Sabranim delima, (priredili Jasmina Mihajlović i Aleksandar Jerkov), Beograd, Draganić, 1996. (Sabrana dela Milorada Pavića 10).
- „Grčka lirika i Sapfini stihovi“, u: Sapfo, Lirika (izbor i pogovor A. Jerkov), Podgorica, Unireks, 1996.
- „Duh sažetosti“, u: Mihajlo Pantić, Ne mogu da se setim jedne rečenice, Beograd, Stubovi kulture, 1996.
- „Ljubav u pričama Ive Andrića“, u: Ivo Andrić, Ljubav u kasabi (izbor i pogovor A. Jerkov), Beograd, Jugoslovenska knjiga, 1997.
- „Duh koji putuje u zapisima Miloša Crnjanskog“, u: Miloš Crnjanski, Ljubav u Toskani (izbor i pogovor A. Jerkov), Beograd, Jugoslovenska knjiga, 1997.
- „Derviš i smrt“, u: Meša Selimović: Derviš i smrt priredio i pogovor napisao A. Jerkov), Podgorica, Unireks, b.g.
- „Poezija Ive Andrića“, u: Ivo Andrić, Poezija (izbor i pogovor A. Jerkov), Sremski Karlovci,Kairos, 1998.
- „O ravnoteži u priči, koje nema“, u: Stanislav Vinaver: Priče koje su izgubile ravnotežu.
- Misli (priredio i pogovor napisao A. Jerkov), Beograd, Jugoslovenska knjiga, 1999.
- „Moderni pogledi u pripovedanju i mišljenju Isidore Sekulić“, u: Isidora Sekulić, Šta ja vidim (izbor i pogovor A. Jerkov), Beograd, Jugoslovenska knjiga, 2001.
- „Osvrt na izbor KNJIGE VEKA“, u: KNJIGA VEKA, priredili Aleksandar Jerkov i Dragan Bogutović, Pančevo, Mali Nemo, 2001.
- „Homo postpoeticus“, u: Danilo Kiš, Post homo poeticus. Izabrani eseji (priredio i pogovor napisao Aleksandar Jerkov), Skopje, MAGOR, 2003.
- „Zlatna knjiga Meše Selimovića“, u: Meša Selimović, Derviš i smrt (priredio i pogovor napisao Aleksandar Jerkov), Beograd, NIN/Zavod za udžbenike i nastavna sredstva, 2004.

### Студије у књигама и зборницима радова
- „Dogled i nedogled“, pogovor za: Petar Širilov, Zemlja u dogledu, Beograd, Narodna knjiga, 1980.
- „Anđeo i priča. Oblikovanje poetike u prozi Davida Albaharija“, pogovor za: David Albahari, Cink, Beograd, Filip Višnjić, 1988.
- „Ni krug, ni zvezda“, pogovor za: Slobodan Mandić, Vreme očeva, Beograd, Filip Višnjić, 1988.
- „Nova tekstualnost“, pogovor za: Milorad Pavić, Anahoret u Njujorku. Sabrana dela, Beograd, Prosveta, 1990.
- „Granična situacija pisanja“, u: KNJIŽEVNO DJELO MEŠE SELIMOVIĆA, Sarajevo, Akademija nauka i umjetnosti Bosne i Hercegovine, i dr., 1990.
- „Okvir, ram, pukotina. Imanentna poetika romana Danila Kiša“, u: Danilo Kiš između Cetinja i panonskog potopa (Zbornik radova sa naučnog skupa, Cetinje, 15–17. oktobra 1993), Cetinje, 1993.
- „Estetika neveselog. O poeziji Miloša Crnjanskog“ / „Szomorúság esztétikája. Miloš Crnjanski költészetében“, u: Miloš Crnjanski 1893–1977, Srpski institut „Miloš Crnjanski“ – „Miloš Crnjanski“ Szerb Intézet, Budimpešta, 1993.
- „Neuka srca. Faustovski trenutak Nastasijevićeve Zore“, u: Sedam lirskih krugova Momčila Nastasijevića (Nauka o književnosti. Poetička istraživanja, knj.1), Beograd/Gornji Milanovac, Institut za književnost i umetnost/Dečje novine /Kulturno-prosvetna zajednica Srbije, 1994.
- „Težina živog bića: o kontekstualizmu u poeziji Ljubomira Simovića“, u: Poezija Ljubomira Simovića, Beograd, Zadužbina Desanka Maksimović, 1995.
- „Od ptice do čoeka“, u: Poetika Matije Bećkovića, Nikšić, Filozofski fakultet, 1995. „Ogled o spoznajnom interesu istorijskog romana. Prilog postmodernoj arheologiji pripovedanja“, u: Istorijski roman, Beograd/Sarajevo, Institut za književnost i umetnost – Beograd, Institut za književnost i umetnost – Sarajevo, 1992–1996.
- „Čisto imaginarno. Poetoleksičko prevazilaženje identiteta“, u: Novi nihilizam.
- Postmodernistička kontroverza, Beograd, Dom omladine, 1996.
- „Tranzicija i nova lica književnosti“, u: Tranzicija i nova lica književnosti, Novi Sad, 1998.
- „Празниот модел и тажната кралица: љубовта и мислата за књижевноста во дваестиот век“ , у: ФЕНОМЕНИОТ ЉУБОВ ВО БАЛКАНСКИТЕ ЛИТЕРАТУРИ И КУЛТУРИ, Скопје, Институт за македонска литература, 1999. (“The Empty Model and the Sad Queen: The Love and the Thought Regarding the Literature in the Twentieth Century”, u: THE PHENOMENON OF LOVE IN BALKAN LITERATURES AND CULTURES, Skopje, Institut for Macedonian Literature, 1999)
- „Kulturna poetika rata u savremenom srpskom romanu“, u: SRPSKI ROMAN I RAT, priredio Miodrag Maticki, Despotovac, 1999.
- „Смислата и можностите на ново чит ање на романот на Владо Малески“ , у: ТВОРЕШТВО НА ВЛАДО МАЛЕСКИ, Скопје, Институт за македонска литература, 1999.
- „Modernismus und Mythos in der serbischer Literatur“, u: DAS XX. JAHRHUNDERT: SLAVISHE LITERATUREN IM DIALOG MIT DEM MYTHOS, Hrsg. Angela Richter, Ekaterina G. Muščenko, Hamburg, Verlag Dr. Kovač (Poetica. Schriften zur Literaturwissenschaft, Band 36), 1999.
- „Раѓање н а драмата од духот на културата“ , у: ВОЈДАН ПО П ГЕОРГИЕВ - ЧЕРНОДРИНСКИ: ЖИВОТ И ДЕЛО, Струга, Институт за македонска литература, 2001.
- „Љубовта која би го исполнил а светот – потрага по неможното“, у: РЕТОРИКА НА ЉУБОВТА, приредили: др Александар Прокопиев и др Јасмина Мојсиева -Гушева, Скопје, Институт за македонска литература, 2001.
- „Die kulturgeschichtliche Bedeutung der Po-Et(h)ik von Danilo Kiš“, u: ENTGRENZTE REPRÄSENTATIONEN GEBROCHENE REALITÄTEN: DANILO KIŠ IM SPANNUNGSFELD VON ETHIK, LITERATUR UND POLITIK, Hrsg. von Angela Richter, München, Verlag Oto Sagner, 2001.
- „Izazov posebne vrste“, u: KNJIGA O SEMOLJ GORIMIRA VUKSANOVIĆA, priredili Miloš Jevtić i Radovan Popović, Beograd, Narodna knjiga, 2002.
- „U pogledu smisla. Novo tumačenje Disove poezije“, u: DISOVA POEZIJA, zbornik radova, urednik Novica Petković, Beograd/Čačak, Institut za književnost i umetnost / Gradskabiblioteka "Vladislav Petković Dis", 2002.
- „Prazna punoća“, u: POEZIJA MILOVANA DANOJLIĆA, priredio Slobodan Ž. Marković, Beograd, Zadužbina Desanka Maksimović, 2003.